# اندی و کوروس
اندی و کورُس (انگلیسی: Andy & Kouros)، یک زوج هنری موسیقی اهل ایران بودند. این دو با یکدیگر چهار آلبوم پرفروش خواستگاری، پرواز، بلا و خداحافظ را به بازار موسیقی پاپ ایران در دهه ۶۰ خورشیدی، ارائه کردند.
آندرانیک مددیان، که با نام هنری اندی شناخته می‌شود، کار حرفه‌ای خوانندگی را در آغاز ۶۰ دهه خورشیدی با کورُس شاهمیری، شروع کرد. هر دو از نوازندگان گیتار برای شهرام شب‌پره و شهره بودند که بعدها از آن گروه، جدا شدند و به‌طور مستقل، کار کردند. اندی و کورُس، اولین زوج موفق موسیقی بودند که کنسرت‌هایشان از نیمه دوم سال ۱۹۸۰ میلادی آغاز شد و در آغاز دهه ۹۰ میلادی به اوج خود رسید.

## تاریخچه
اندی نوازندگی را از ۱۴ سالگی آغاز کرد و بعدها به خوانندگی روی آورد، ابتدا آهنگ‌هایی به زبان انگلیسی می‌خواند و بعد از کوچ به لس آنجلس، کار حرفه‌ای خود را آغازنمود و با همکاری کوروس، نخستین زوج موزیک مدرن را تشکیل دادند. کوروس آهنگساز و خواننده تحصیلات خود را در موسیقی در آمریکا پایان داد.

## آلبوم‌ها
در سال ۱۹۸۵، اندی و کورس به‌اتفاق، اولین آلبوم خود با نام خواستگاری را روانه بازار کردند. آلبوم «خواستگاری» با نماهنگ جالبی مورد استقبال واقع شد و بعدها این دو آهنگ‌های محبوب «بلا»، خداحافظ، بیقرار، ماهمه ایرونی هستیم و خداحافظی را اجرا کردند، که در لیست پرفروش‌ترین آهنگ‌ها قرار گرفت.
- خواستگاری (۱۳۶۴ - 1985)

| نام ترانه                  | ترانه‌سرا        | آهنگساز    | تنظیم‌کننده  |
| -------------------------- | --------------- | ---------- | ----------- |
| خواستگاری (اندی)           | ژاکلین          | ژاکلین     | اندی و کورُس |
| متصلای محلی (کورُس)         | محلی            | محلی       | اندی و کورُس |
| دوریس (کورُس)               | بیژن سمندر      | کورُس       | اندی و کورُس |
| رفتم که رفتم (کورُس و اندی) | معینی کرمانشاهی | تجویدی     | اندی و کورُس |
| مادر (اندی)                | بیژن سمندر      | اندی       | اندی        |
| O’Daddy (اندی)             | فلیت وودمک      | فلیت وودمک | اندی        |
| Three Of Us (اندی)         | اندی            | اندی       | اندی        |

- پرواز (۱۳۶۶ - 1987)

| نام ترانه                         | ترانه‌سرا                  | آهنگساز              | تنظیم‌کننده |
| --------------------------------- | ------------------------- | -------------------- | ---------- |
| تپلی (اندی)                       | ه‍. خراسانی                 | منوچهر چشم‌آذر و اندی |            |
| آخه نیستی عاشق (کورُس)             | لیلا کسری (هدیه)          | فرخ آهی              |            |
| بوسه (اندی)                       | همایون هوشیارنژاد         | فرخ آهی و اندی       | فرخ آهی    |
| بهش بگو (کورُس و اندی)             | سایرینا                   | حسن شماعی‌زاده        |            |
| ما همه ایرونی هستیم (اندی و کورُس) | ژاکلین                    | ژاکلین               | فرخ آهی    |
| درو واکن (کورُس)                   | سایرینا                   | سایرینا              |            |
| چی میشد (اندی)                    | ژاکلین                    | ژاکلین و اندی        |            |
| نیلوفر (کورُس و اندی)              | نواب صفا                  | عباس شاپوری          |            |
| Restless (اندی)                   | Terry Mace و Ken Northway | فرخ آهی              |            |

- بلا (۱۳۶۹ - 1990)

| نام ترانه                     | ترانه‌سرا                  | آهنگساز                 | تنظیم‌کننده           |
| ----------------------------- | ------------------------- | ----------------------- | -------------------- |
| بلا (اندی)                    | لیلا کسری (هدیه)          | اندی                    | اندی، کورُس و فرخ آهی |
| تو (کورُس)                     | لیلا کسری (هدیه)          | فرخ آهی                 | اندی، کورُس و فرخ آهی |
| شیطون بلا (اندی)              | سیوا و همایون هوشیارنژاد  | سیوا و اندی             | اندی، کورُس و فرخ آهی |
| آتیش (کورُس)                   | لیلا کسری (هدیه)          | فرخ آهی                 | اندی، کورُس و فرخ آهی |
| نگاه (اندی)                   | ژاکلین                    | ژاکلین                  | اندی، کورُس و فرخ آهی |
| نیلوفر (ریمیکس) (کورُس و اندی) | نواب صفا                  | عباس شاپوری             | اندی، کورُس و فرخ آهی |
| نمیای (کورُس و اندی)           | لیلا کسری (هدیه)          | فرخ آهی                 | اندی، کورُس و فرخ آهی |
| لیلا (اندی)                   | ژاکلین                    | اندی                    | اندی، کورُس و فرخ آهی |
| خدای آسمونها (اندی و کورُس)    | جهانبخش پازوکی            | طوفان هل‌عطائی (هل‌اتائی) | اندی، کورُس و فرخ آهی |
| Don't Go Away (اندی)          | اندی                      | اندی                    | اندی، کورُس و فرخ آهی |
| Restless (Remix) (اندی)       | Terry Mace و Ken Northway | فرخ آهی                 | اندی، کورُس و فرخ آهی |

- خداحافظ (۱۳۷۰ - 1991)

| نام ترانه               | ترانه‌سرا         | آهنگساز              | تنظیم‌کننده |
| ----------------------- | ---------------- | -------------------- | ---------- |
| دختر آتیش‌پاره (اندی)    |                  |                      |            |
| یاسمن (کورُس)            | هما میرافشار     | کورُس                 |            |
| آمنه (اندی)             |                  |                      |            |
| شهر عاشقا (کورُس)        |                  |                      |            |
| بازآمد (کورُس)           |                  |                      |            |
| کویر (اندی)             | ف. رجایی         | اندی                 |            |
| Strange Love (اندی)     |                  |                      |            |
| عشق مسموم (اندی و کورُس) | لیلا کسری (هدیه) | اندی و حسن شماعی‌زاده |            |
| Medley (اندی و کورُس)    |                  |                      |            |